# Niewydolność nerek
Niewydolność nerek – stan upośledzenia nerek ponad możliwości fizjologiczne ich kompensacji. Wyróżnia się stan przewlekły i ostry.

## Ostre uszkodzenie nerek
Ostre uszkodzenie nerek (AKI, od ang. acute kidney injury), zwane dawniej ostrą niewydolnością nerek (ARF, od ang. acute renal failure), jest potencjalnie odwracalnym stanem nagłego pogorszenia czynności wydalniczej nerek, rozwijającym się w ciągu 7 dni.

### Typy AKI
Wyróżnia się następujące typy AKI:
- przednerkowe – niedostateczne ukrwienie nerek, spowodowane nagłym spadkiem ciśnienia krwi, wywołanym np. przez krwotok, biegunkę lub wymioty
- nerkowe
  - zapalne – najczęstszą przyczyną jest ostre śródmiąższowe lub kłębuszkowe zapalenie nerek
  - niezapalne – następstwo zatrucia toksynami, hemolizy oraz wstrząsu urazowego lub septycznego
- pozanerkowe – niedrożność dróg moczowych, wywołana przez kamicę nerkową lub nowotwór[1].

### Patomechanizm AKI
W pojedynczych nefronach spada filtracja, jednakże nie dochodzi do redukcji ich liczby.
Nerka próbuje utrzymać odpowiedni stan płynów ustrojowych poprzez dwie drogi:
1. wzrost transportu kanalikowego (poprzez aldosteron czy wazopresynę)
2. wzrost krążenia wewnątrznerkowego krwi (nefrony przyrdzeniowe oszczędzają wodę)

Przy niezachodzącej resorpcji, ale oszczędzając wodę (tylko 2 droga) procesy kompensacyjne prowadzą do oligurii (skąpomoczu) czy też nawet anurii (bezmoczu), co z kolei prowadzi bardzo szybko do azotemii.
Gdy zawiodą obydwa procesy, najpierw u pacjenta z AKI w tym stadium pojawi się poliuria (wielomocz), bez azotemii, a następnie (np. po zatruciu glikolem) kolejno poliurii, anurii i azotemii.
Cały zespół objawów ONN podzielić można na 4 fazy:
- faza wstępna (zadziałanie czynnika uszkadzającego) - trwa zazwyczaj kilka godzin
- faza skąpomoczu lub bezmoczu (oligurii lub anurii) - trwa od kilku do kilkunastu dni
- faza wielomoczu (poliurii) - trwa koło tygodnia
- faza reparacji - długotrwały okres powrotu prawidłowej funkcji nerek, trwający wiele miesięcy[1]

### Diagnoza
Rozpoznanie AKI stawia się, jeśli zostało spełnione jedno z poniższych kryteriów:
- wzrost stężenia kreatyniny o ≥ 0,3 mg/dl (≥ 26,5 μmol/l) w ciągu 48 godzin lub
- ≥ 1,5 wzrost stężenia kreatyniny w ciągu ostatnich 7 dni lub
- spadek diurezy < 0,5 ml/kg/h przez 6 godzin.

### Leczenie AKI
Postępowanie w ostrym uszkodzeniu nerek zależy przyczyn, które je wywołały. Podstawowym celem podjętych działań jest niedopuszczenie do zapaści sercowo-naczyniowej i śmierci. Rutynowo monitoruje się bilans płynów, diurezę i podaż płynów oraz stososuje odpowiednią dietę.
W przednerkowej AKI bez cech przewodnienia podanie płynów we wlewie dożylnym jest zwykle pierwszym krokiem służącym poprawie perfuzji nerek. Jeśli pomimo ich podania utrzymuje się niskie ciśnienie krwi, mogą zostać podane leki podwyższające ciśnienie bądź w pewnych przypadkach - leki działające inotropowo na serce.
W nerkowej AKI leczenie polega na terapii podstawowej choroby nerek. Często stosowanymi lekami są diuretyki, w tym furosemid, które ułatwiają kontrolę gospodarki wodno-elektrolitowej oraz zmniejszają potrzebę dializoterapii. Nie wpływają na wzrost bądź spadek śmiertelności.
W przypadku pozanerkowego AKI, jeśli przyczyną jest przeszkoda w odpływie moczu, może być konieczne jej usunięcie. Kilka dni po zabiegu występuje wielomocz, dlatego często potrzebne jest uzupełnianie wody i elektrolitów.

#### Terapia nerkozastępcza
W niektórych przypadkach AKI może zostać zastosowana terapia nerkozastępcza. Wybór jej rodzaju zależy od stanu ogólnego pacjenta i wyników badań. W przypadku gdy mocznica nie rozwija się gwałtownie i głównym objawem jest przewodnienie stosowana jest dializa otrzewnowa, a w wypadku hiperkaliemii i kwasicy metabolicznej hemodializa. Wskazaniem do hemodializy jest obecność takich objawów jak: niepokój, senność, wymioty i biegunka, porażenna niedrożność jelit, skaza krwotoczna, długotrwały skąpomocz lub bezmocz, śpiączka i żółtaczka.

## Przewlekła choroba nerek
Stan nieodwracalnego uszkodzenia kłębuszków nerkowych, który wymaga leczenia nerkozastępczego dla utrzymania chorego przy życiu.
Dla oceny stopnia i zaawansowania przewlekłej niewydolności nerek stosuje się metody oceniające stopień zmniejszenia filtracji kłębuszkowej (w tym wskaźnik filtracji kłębuszkowej.

### Najczęstsze przyczyny
- choroby kłębuszków nerkowych (pierwotne i wtórne)
- cukrzycowa choroba nerek
- choroby naczyń (zwężenie, nephrosclerosis)
- choroby cewkowo-śródmiąższowe
- choroby z towarzyszącymi torbielami nerek (np. wielotorbielowatość nerek)
- powiększona prostata[3]
- spożywanie czerwonego mięsa[4]

### Patomechanizm i jego konsekwencje
W PChN następuje stopniowa redukcja liczby czynnych nefronów (w przeciwieństwie do ONN, gdzie następowało jedynie upośledzenie ich funkcji wydalniczej).
W konsekwencji mniejsza liczba czynnych nefronów prowadzi do następujących zaburzeń:
- zaburzenia gospodarki jonowej:
  - gospodarki wapniowo-fosforanowej
  - gospodarki jonami H+ (kwasica metaboliczna)
  - gospodarki jonami K+ (ostra niewydolność krążenia)
- zaburzenia gospodarki wodno-elektrolitowej, prowadzące do wielomoczu czy nykturii
- hiperparathormonemia (wyższe stężenie parathormonu), prowadzące do uszkodzenia kości, serca, OUN
- upośledzenie funkcji wydalniczych i wewnątrzwydzielniczych (m.in. nie wydziela EPO, co w konsekwencji może dać erytropenię)

### Stadia przewlekłej choroby nerek
Na podstawie wskaźnika filtracji kłębuszkowej (GFR) określa się V stadiów przewlekłej choroby nerek:
| Kategoria GFR | GFR [ml/min/1,73 m²]        | Nazwa                           | Nazwa                           | Opis                          | Częstość występowania w USA |
| ------------- | --------------------------- | ------------------------------- | ------------------------------- | ----------------------------- | --------------------------- |
| G1            | ≥ 90                        | choroba nerek z prawidłowym GFR | choroba nerek z prawidłowym GFR | prawidłowe lub zwiększone GFR | 3,32%                       |
| G2            | 60–89                       | PChN wczesna                    | utajona PNN                     | niewielkie zmniejszenie GFR   | 3%                          |
| G3            | 30–59                       | PChN umiarkowana                | wyrównana PNN                   | umiarkowane zmniejszenie GFR  | 4,32%                       |
| G4            | 15–29                       | PChN ciężka                     | niewyrównana PNN                | ciężkie zmniejszenie GFR      | 0,2%                        |
| G5            | < 15 lub leczenie dializami | PChN schyłkowa                  | mocznica                        | schyłkowa niewydolność nerek  | 0,15%                       |

### Leczenie
Jako leczenie nerkozastępcze stosowana jest hemodializa, dializa otrzewnowa oraz transplantacja nerki.

## Klasyfikacja ICD10
| kod ICD10     | nazwa choroby                                           |
| ------------- | ------------------------------------------------------- |
| ICD-10: N17   | Ostra niewydolność nerek                                |
| ICD-10: N17.0 | Ostra niewydolność nerek z martwicą cewek               |
| ICD-10: N17.1 | Ostra niewydolność nerek z ostrą martwicą kory nerek    |
| ICD-10: N17.2 | Ostra niewydolność nerek z martwicą w części rdzeniowej |
| ICD-10: N17.8 | Inna ostra niewydolność nerek                           |
| ICD-10: N17.9 | Ostra niewydolność nerek, nieokreślona                  |
| ICD-10: N18   | Przewlekła niewydolność nerek                           |
| ICD-10: N18.0 | Schyłkowa niewydolność nerek                            |
| ICD-10: N18.8 | Inna przewlekła niewydolność nerek                      |
| ICD-10: N18.9 | Przewlekła niewydolność nerek, nie określona            |
| ICD-10: N19   | Nieokreślona niewydolność nerek                         |